# Zenoa picea
Zenoa picea är en skalbaggsart som först beskrevs av Ambroise Marie François Joseph Palisot de Beauvois 1806.  Zenoa picea ingår i släktet Zenoa och familjen Callirhipidae. Inga underarter finns listade i Catalogue of Life.